# Ân Hảo Đông
Ân Hảo Đông là một xã thuộc huyện Hoài Ân, tỉnh Bình Định, Việt Nam.
Xã Ân Hảo Đông có diện tích 33,08 km², dân số năm 2007 là 8188 người, mật độ dân số đạt 248 người/km².

## Hành chính
Xã Ân Hảo Đông được chia thành 7 thôn: Bình Hòa Bắc, Bình Hòa Nam, Cảm Đức, Hội Long, Hội Trung, Phước Bình, Vạn Hòa.